# Papuataggnäbb
Papuataggnäbb (Acanthiza murina) är en fågel i familjen taggnäbbar inom ordningen tättingar.

## Utbredning och systematik
Fågeln förekommer på Nya Guinea (Sudirmanbergen, och bergskedjan Owen Stanley). Den behandlas som monotypisk, det vill säga att den inte delas in i några underarter.

## Status
IUCN kategoriserar arten som livskraftig.